# Anika Noni Rose
Pour les articles homonymes, voir Rose.
Anika Noni Rose est une actrice et chanteuse américaine, née le 6 septembre 1972 à Bloomfield dans le Connecticut.
Populaire dans le milieu du théâtre, depuis la fin des années 1990, elle a été nommée et récompensée à plusieurs reprises pour ses performances. Elle a notamment remporté la plus prestigieuse des récompenses théâtrale, un Tony Awards en 2004. 
Au cinéma, elle est révélée au grand public par le film musical Dreamgirls (2006) et elle est la voix de la princesse Tiana de Walt Disney, intronisée dans le film d'animation La Princesse et la Grenouille. Elle a également joué dans les drames Les Couleurs du destin (2010), Half of a Yellow Sun (2013), Imperial Dreams (2014) et Everything, Everything (2017).  
C'est aussi un visage familier du petit écran. Elle a notamment joué dans les séries télévisées The Good Wife, Private Practice, Racines, Bates Motel, Power,  The Quad et  Maid.

## Biographie

### Enfance et formation
Rose est une passionné de théâtre depuis son enfance. Elle se produit dans de nombreuses représentations théâtrales au lycée. Elle étudie à l'université A&M, en Floride et obtient son baccalauréat. Puis, elle s'inscrit dans une compagnie de théâtre à San Francisco, en Californie, appelée l'American Conservatory Theater.

### Débuts et révélation au théâtre - Percée cinématographique (2000)
Sans emploi, Anika Rose déménage à New York et enchaîne les castings. Après avoir obtenu quelques rôles dans des pièces de théâtre mineures, ou jouer les figurantes au cinéma, elle obtient son premier rôle important, en 2000, pour la comédie musicale Footloose.
Forte de cette solide expérience, elle enchaînes les projets et continue de se produire sur la mythique scène de Broadway. Première prestation saluée par la critique pour la pièce Carmen Jones, suivront Eli's Comin', pour laquelle Rose est récompensée par le titre de Meilleure Performance et Me and Mrs. Jones. 
En 2004, elle obtient le rôle principal de la pièce Caroline, or Change de Tony Kushner. Pour son interprétation d'Emmie Thibodeaux, Anika est sacrée Meilleure Révélation lors des Theatre World Awards qui récompensent les débuts d'un acteur ou d'une actrice sur une scène de Broadway ou Off-Broadway. Consécration ultime pour l'actrice lorsqu'elle reçoit le Tony Award de la meilleure actrice dans une pièce. Elle sera également récompensée Meilleure actrice lors des Lucille Lortel Awards et pour les Clarence Derwent Awards.

10 ans après, en 2014, Anika retourne à Broadway pour la pièce A Raisin in the Sun et reçoit une nouvelle proposition au titre de meilleure actrice lors des Tony Awards. 

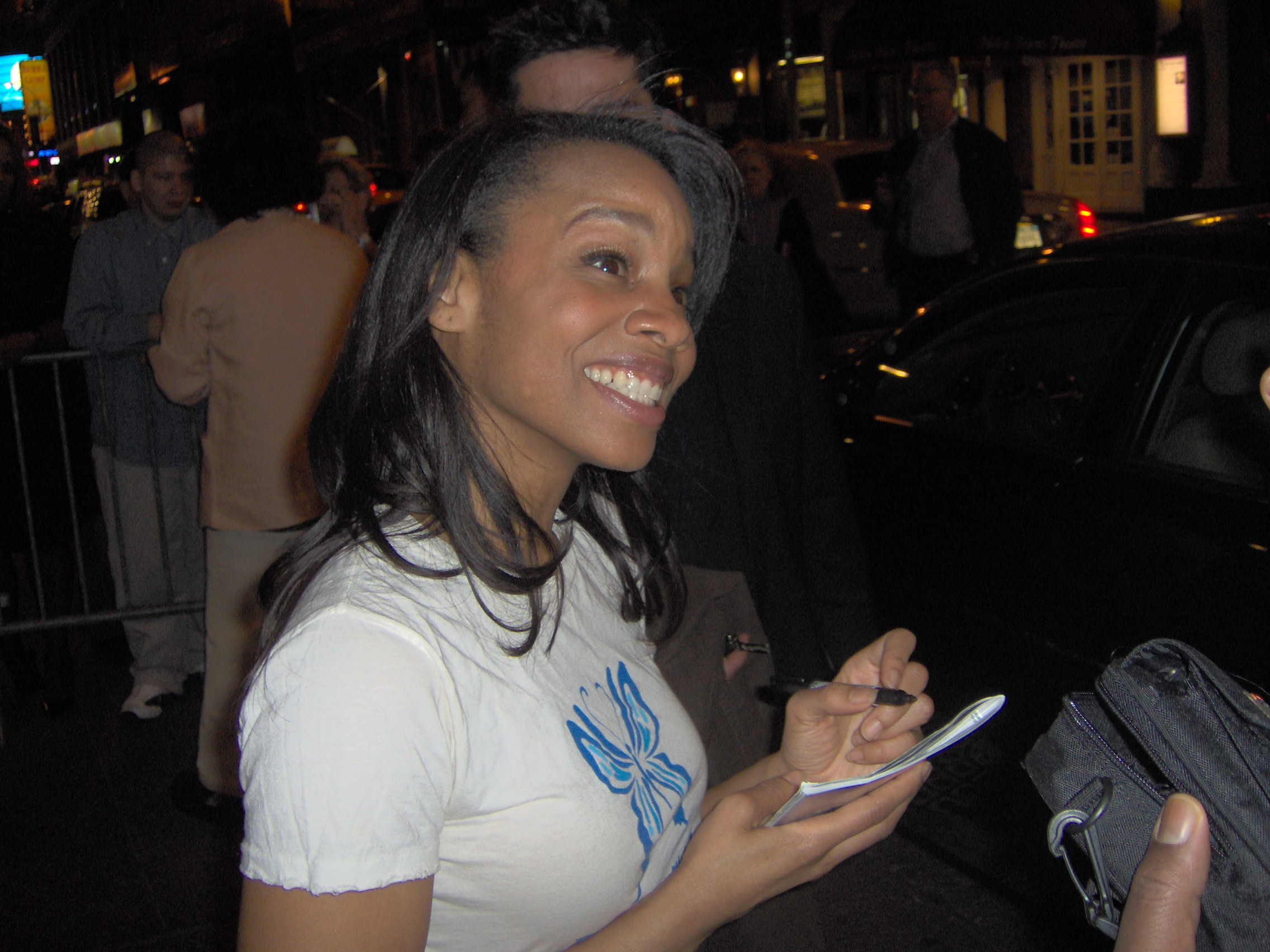
Anika Noni Rose, lors d'une séance d'autographe et rencontre avec le public, après une représentation de la pièce de théâtre Cat on a Hot Tin Roof, en 2008.

Après des débuts timides au cinéma, elle obtient un rôle secondaire dans l’adaptation cinématographique de la comédie musicale Dreamgirls. En tête d'affiche on retrouve Eddie Murphy, Jamie Foxx et Beyoncé, le film lance la carrière de Jennifer Hudson et permet à Anika d'accéder à une notoriété publique plus importante face à l'important succès critique et public rencontré. En plus des récompenses individuelles remportées par certains des acteurs, l'ensemble de la distribution est également récompensée à plusieurs reprises lors de prestigieuses cérémonies. La bande originale du film est un succès et se retrouve nommée lors des Grammy Awards et Anika obtient une citation au titre de meilleure actrice dans un second rôle, lors des NAACP Image Awards, finalement remportée par sa collègue Jennifer Hudson.
Entre 2008 et 2009, elle incarne l'un des rôles principaux de la série télévisée britannico-américaine L'Agence N°1 des dames détectives. Nouvelle vague de nomination au titre de meilleure actrice dans un second rôle pour Anika, notamment lors des Image Awards et des Satellite Awards.  
Parallèlement à ses activités à la télévision, elle continue de se produire sur scène, notamment pour la pièce La Chatte sur un toit brûlant, notamment adaptée au cinéma par Richard Brooks en 1958 sous le même titre avec Elizabeth Taylor. Elle renoue avec le cinéma indépendant, et obtient un second rôle dans la comédie Just Add Water avec Danny DeVito. 
Elle est ensuite choisie par la maison de production Walt Disney Studios pour être la voix du personnage principal du film d'animation La Princesse et la Grenouille. Tiana est la première princesse afro-américaine. Le film est un énorme succès commercial et Anika est récompensée par les Women Film Critics Circle au titre de Meilleure Animation Féminine. Elle remporte son premier Black Reel Awards dans la catégorie Meilleure performance vocale. 

### Légende de Disney - Percée télévisuelle et confirmation (2010)
En 2010, elle joue le rôle de Yasmine dans le drame romantique Les Couleurs du destin avec Janet Jackson, Thandie Newton, Kerry Washington et l'oscarisée Whoopi Goldberg. Le film est avant tout un succès d'estime, la prestation d'Anika est à nouveau remarquée par les critiques, elle reçoit une nouvelle citation au titre de meilleure actrice lors des Black Reel Awards. Cette même année, elle joue dans la mini série La Maison sur le lac adaptée du roman Sac d'os de Stephen King. 

À partir de cette année, elle obtient un rôle récurrent dans la série télévisée populaire, multi récompensée The Good Wife. Notamment lauréate d'un prix lors des Peabody Awards, cérémonie considérée comme l'une des plus prestigieuses et l'une des plus anciennes dans le domaine du divertissement. Rôle qu'elle occupe jusqu'en 2013.

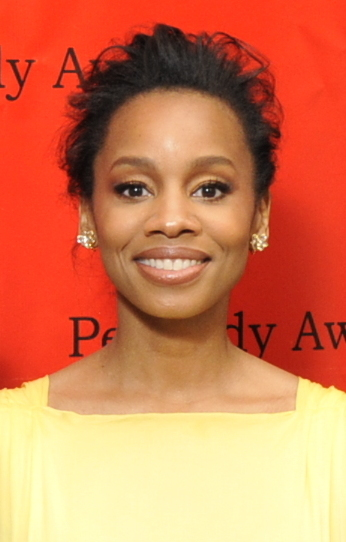
Anika Noni Rose, en 2010, lors des 69ème Peabody Awards, à New York.

En 2011, elle est nommée légende de Disney, un trophée qui récompense les hommes et les femmes qui ont contribué de manière émérite à l'entreprise. Les décorations sont décernées et remises chaque année lors d'une cérémonie spéciale. Sa participation exceptionnelle à un épisode de la série culte New York, unité spéciale est citée lors des NAACP Image Awards.  
En 2012, elle intègre la série Private Practice pour un arc de plusieurs épisodes avant de donner de la voix pour Les Simpson et jouer les guest star pour la série policière Elementary. 
En 2013, elle fait partie des têtes d’affiches du film historique britannico-nigérian, Half of a Yellow Sun. Ce film est le second plus gros succès box-office de l'histoire du cinéma nigérian. Elle renouvelle également l'expérience de l'animation pour les besoins du long métrage sud-africain en images de synthèse, Khumba. A la télévision, elle apparaît dans le téléfilm The Watsons Go to Birmingham, pour son rôle de mère de famille aimante et dévouée, elle remporte le Black Reel Awards de la meilleure actrice dans un téléfilm ou une mini série, en 2014. 
Cette année-là, elle joue dans le drame Imperial Dreams qui raconte les déboires d'une ex prisonnière, le film remporte le prix du public lors du Festival du film de Sundance. Elle rejoint également la distribution du téléfilm dramatique A Day Late and a Dollar Short aux côtés de Whoopi Goldberg, Kimberly Elise, Ving Rhames et Mekhi Phifer. Cette production plébiscitée par la critique, lui permet de décrocher son quatrième Black Reel Awards.  
Continuant d'alterner les genres, elle prête sa voix à un personnage dans la série télévisée d'animation Princesse Sofia, série télévisée pour enfants produite par Walt Disney Television Animation et faisant partie de la franchise des Princesses Disney.  
Entre 2015 et 2016, elle obtient un rôle dans la série Bates Motel, préquelle contemporain du film Psychose de Alfred Hitchcock, avant de jouer dans la mini-série, applaudie par les critiques, Racines. Anika est reconnue à titre personnelle en étant nommée dans la catégorie Meilleure actrice dramatique par les NAACP Image Awards, les NAMIC Visions Awards, les Women's Image Network Awards et une nouvelle fois pour un Black Reel Awards. 
Puis, elle rejoint la troisième saison de la série Power, dans un rôle récurrent de 6 épisodes, avant d'obtenir l'un des rôles principaux de la nouvelle série développée par la chaîne BET, The Quad, début 2017 pour y incarner le Dr. Eva Fletcher, jusqu'en 2018, date de son arrêt après une deuxième saison ayant perdu beaucoup d'audiences. Elle n'en oublie pas le cinéma et rejoint Amandla Stenberg, révélée par la saga Hunger Games pour le drame Everything, Everything, l'adaptation cinématographique du roman du même titre. Le film remporte un franc succès au box office et reçoit également de bonnes critiques.  
En 2018, elle est à l'affiche du thriller Assassination Nation qui suit le parcours de quatre adolescentes qui deviennent l'objet d'une attention médiatique indésirable. Cette comédie noire est présentée en avant-première hors-compétition au festival du film de Sundance. Le film reçoit des critiques globalement positives mais est un échec au box-office. 
Par le biais de sa propre société de production, Roaring Virgin Productions, Anika Noni Rose obtient un accord avec Daniel José Older, l'auteur de la série fantastique Shadowshaper pour en produire une version cinématographique. Aussi, elle prête de nouveau sa voix au personnage de Tiana pour le blockbuster d'animation attendu Les Mondes de Ralph 2. 
En 2019, elle rejoint, aux côtés de Phylicia Rashād, la première comédie musicale diffusée en live-action de la plateforme Netflix, Jingle Jangle. Cette année-là, elle fait son retour sur les planches et retrouve la comédie musicale culte Carmen Jones, mais elle y incarne, cette fois-ci, le premier rôle. Un retour salué et plébiscité par la critique, Anika Noni Rose remporte le prix Lucille Lortel Award de la meilleure actrice dans une comédie musicale. 

### Vie privée
À la suite du mouvement BalanceTonPorc, l'actrice révèle, en 2018, avoir été agressée sexuellement lors d'un voyage aérien courant 2017.

## Théâtre
Sauf indication contraire ou complémentaire, les informations mentionnées dans cette section proviennent de la base de données IBDb.
- 1998 : Valley Song : Veronica Jonkers
- 1998 : Hydriotaphia, or the Death of Dr. Browne : His Soul
- 1999 : Tartuffe : Marianne
- 1999 : Threepenny Opera : Polly
- 2000 : Footloose : Rusty
- 2001 : Carmen Jones : Cindy Lou
- 2001 : Eli's Comin' : The Woman
- 2001 : Me and Mrs. Jones : Cookie
- 2003-2004 : Caroline, or Change : Emmie Thibodeaux
- 2008 : Cat on a Hot Tin Roof : Maggie "The Cat"
- 2011 : Company : Marta
- 2013 : Hamilton - Vassar College : Angelica Schuyler
- 2014 : A Raisin in the Sun : Beneatha, jeune
- 2019 : Carmen Jones : Carmen Jones

## Filmographie

### Cinéma

#### Longs métrages
- 1999 : King of the Bingo Game de Elise Robertson : Femme noire
- 2003 : From Justin to Kelly de Robert Iscove: Kaya
- 2004 : Temptation de Mark Tarlov : Fog
- 2004 : Famille à louer de Mike Mitchell : Choir
- 2006 : Dreamgirls de Bill Condon : Lorrell Robinson
- 2008 : Just Add Water de Hart Bochner : R'ch'lle
- 2010 : Les Couleurs du destin de Tyler Perry : Yasmine / Yellow
- 2011 : Company de Lonny Price : Marta
- 2012 : Skyler de Clenet Verdi-Rose : La thérapeute
- 2013 : As Cool as I Am de Max Mayer : Frances
- 2013 : Half of a Yellow Sun de Biyi Bandele : Kainene
- 2014 : Imperial Dreams de Malik Vitthal : Mme Price
- 2017 : Everything, Everything de Stella Meghie : Dr. Whittier
- 2018 : Assassination Nation de Sam Levinson : Nance

prochainement
- The Killing of Kenneth Chamberlain de David Midell : Candace Wade (postproduction)
- Jingle Jangle de David E. Talbert (préproduction)
- Body Cam de Malik Vitthal (postproduction)

#### Films d'animation
- 2009 : La Princesse et la Grenouille de Ron Clements et John Musker : Tiana (voix)
- 2013 : Khumba de Anthony Silverston : Lungisa (voix)
- 2016 : Throne of Elves de Yi Ge et Yuefeng Song : Meyla (voix)
- 2017 : Vixen : The Movie de Curt Geda et James Tucker : Kuasa (voix)
- 2018 : Les Mondes de Ralph 2 de Phil Johnston et Rich Moore : Tiana (voix)

### Télévision

#### Téléfilms
- 2011 : Have a Little Faith de Jon Avnet : Annette
- 2013 : The Watsons Go to Birmingham de Kenny Leon (en) : Wilona
- 2014 : A Day Late and a Dollar Short de Stephen Tolkin: Paris
- 2015 : For Justice de Ava DuVernay : Natalia Chapin

#### Séries télévisées
- 2001 : Tribunal central : La domestique abusée (1 épisode)
- 2002 : New York 911 : Monay (saison 3, épisode 16)
- 2003 : Le Justicier de l'ombre : (saison 2, épisode 2)
- 2007 : Starter Wife : Lavender (mini-série - rôle principal, 6 épisodes)
- 2008 - 2009 : L'Agence N°1 des dames détectives : Grace Makutsi (rôle principal - 7 épisodes)
- 2010 - 2013 : The Good Wife : Wendy Scott-Carr (saisons 2 à 4, 14 épisodes)
- 2011 : LA Phil Live : Juliet (saison 1, épisode 2)
- 2011 : New York, unité spéciale : Miriam Deng (saison 13, épisode 1)
- 2011 : Bag of Bones : Sara Tidwell (mini-série - rôle principal, 2 épisodes)
- 2012 : Private Practice : Corinne Bennett (saison 5, 5 épisodes)
- 2012 : Elementary : Dr Carrie Dwyer (saison 1, épisode 5)
- 2015 - 2016 : Bates Motel : Agent spécial Liz Babbitt (saisons 3 et 4, 5 épisodes)
- 2016 : Racines : Kizzy Waller (mini-série - rôle principal, 2 épisodes)
- 2016 - 2017 : Power : LaVerne « Jukebox » Ganner (saisons 3 et 4, 6 épisodes)
- 2017 - 2018 : The Quad : Dr Eva Fletcher (rôle principal - 19 épisodes)
- 2018 : American Masters : Lorraine Hansberry (1 épisode)
- 2020 : Little Fires Everywhere : Pauline Hawthorne (3 épisodes)
- 2021 : Maid: Regina, la riche cliente d'Alex

#### Séries d'animation
- 2012 : Les Simpson : Rita LaFleur (voix, 1 épisode)
- 2014 : Princesse Sofia : princesse Tiana (voix, 1 épisode)
- 2015 - 2016 : Vixen : Kuasa (voix, 9 épisodes)
- 2017 : Voltron, le défenseur légendaire (Voltron: Legendary Defender) : Acxa (voix, 2 épisodes)
- 2019 : Avengers Rassemblement : Yemandi (voix, 1 épisode)
- 2025 : Eyes of Wakanda : l'Intruse / Black Panther (voix, 1 épisode)

## Distinctions

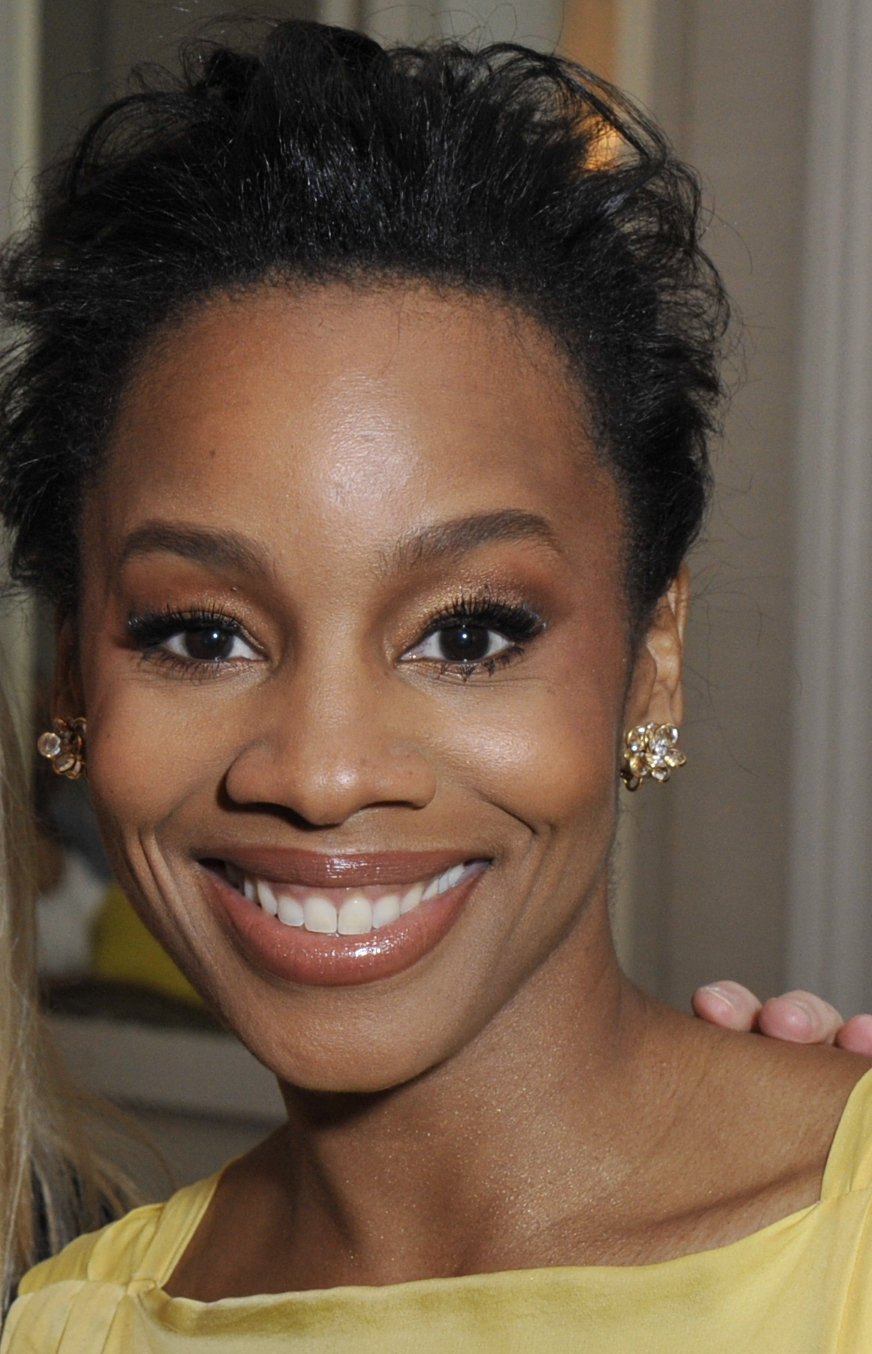
Anika Noni Rose, aux Peabody Awards 2010.

Note : Cette section récapitule les principales récompenses et nominations obtenues par Anika Noni Rose. Pour une liste plus complète, se référer aux sites IMDb et IBDb.

### Récompenses
- Obie Awards 2001 : Meilleure interprétation pour Eli's Comin
- Clarence Derwent Award 2004 : Meilleure interprétation féminine pour Caroline, or Change
- Lucille Lortel Awards 2004 : Meilleure actrice pour Caroline, or Change
- Theatre World Awards 2004 : Révélation de l'année pour Caroline, or Change
- Tony Awards 2004 : Meilleure actrice pour Caroline, or Change
- Women Film Critics Circle 2009 : Meilleure animation féminine pour La Princesse et la Grenouille
- Black Reel Awards 2010 : 
  - Meilleure performance vocale pour La Princesse et la Grenouille
  - Meilleure musique pour Almost There avec Randy Newman
- Black Reel Awards 2014 : Meilleure actrice dans un téléfilm ou une mini série pour The Watsons Go to Birmingham
- Black Reel Awards 2015 : Meilleure actrice de téléfilm ou mini série dans un second rôle pour A Day Late and a Dollar Short
- Lucille Lortel Awards 2019 : meilleure actrice dans une comédie musicale pour Carmen Jones[22]

### Nominations
- Drama Desk Awards 2004 : Meilleure interprétation féminine pour Caroline, or Change
- Critics' Choice Movie Awards 2007 : Meilleure distribution pour Dreamgirls
- Gold Derby Awards 2007 : Meilleure distribution pour Dreamgirls
- NAACP Image Awards 2007 : Meilleure actrice dans un second rôle pour Dreamgirls
- Online Film & Television Association 2007 : Meilleure musique pour Dreamgirls
- Screen Actors Guild Awards 2007 : Meilleure distribution pour Dreamgirls
- Grammy Awards 2008 : Meilleure bande originale pour Dreamgirls
- NAACP Image Awards 2008 : Meilleure actrice dans un téléfilm ou une mini série dramatique pour The Starter Wife
- Satellite Awards 2009 : Meilleure actrice de série télé, de mini série ou d'un téléfilm dans un second rôle pour The No. 1 Ladie's Detective Agency
- Black Reel Awards 2010 : Meilleure musique pour Down in New Orleans avec Randy Newman
- NAACP Image Awards 2010 :
  - Meilleure actrice pour La Princesse et la Grenouille
  - Meilleure actrice dans un second rôle dans une série dramatique pour The No. 1 Ladies' Detective Agency
- Online Film & Television Association 2010 :
  - Meilleure musique pour Almost There avec Randy Newman
  - Meilleure performance vocale pour La Princesse et la Grenouille
- World Soundtrack Awards 2010 : Meilleure musique pour Almost There avec Randy Newman
- Black Reel Awards 2011 : Meilleure actrice pour Les Couleurs du destin
- NAACP Image Awards 2011 : Meilleure actrice dans un second rôle pour For Colored Girls
- Black Reel Awards 2012 : Meilleure actrice de série télé/à la télévision pour Bag of Bones
- NAACP Image Awards 2012 :
  - Meilleure actrice dans un second rôle dans une série télé dramatique pour New York, unité spéciale
  - Meilleure actrice dans un téléfilm ou une mini série dramatique pour Have a Little Faith
- Tony Awards 2014 : Meilleure actrice pour A Raisin in the Sun
- Women's Image Network Awards 2016 : Meilleure actrice dans un téléfilm ou une mini série pour Racines
- Black Reel Awards 2017 : Meilleure actrice dans un second rôle à la télévision ou dans une mini série pour Racines
- NAACP Image Awards 2017 : Meilleure actrice dans un téléfilm ou une mini série dramatique pour Racines
- NAMIC Vision Awards 2017 : Meilleure actrice dramatique pour Racines
- Drama Desk Awards 2019 : meilleure actrice dans une comédie musicale pour Carmen Jones

## Voix francophones
En France, Fily Keita est la voix la plus régulière d'Anika Noni Rose.
Au Québec, Kim Jalabert l'a doublée à deux reprises, dans le rôle de la princesse Tiana.